# Parabonzia marthae
Parabonzia marthae är en spindeldjursart som först beskrevs av Den Heyer 1975.  Parabonzia marthae ingår i släktet Parabonzia och familjen Cunaxidae. Inga underarter finns listade i Catalogue of Life.